# 雄關龍屬

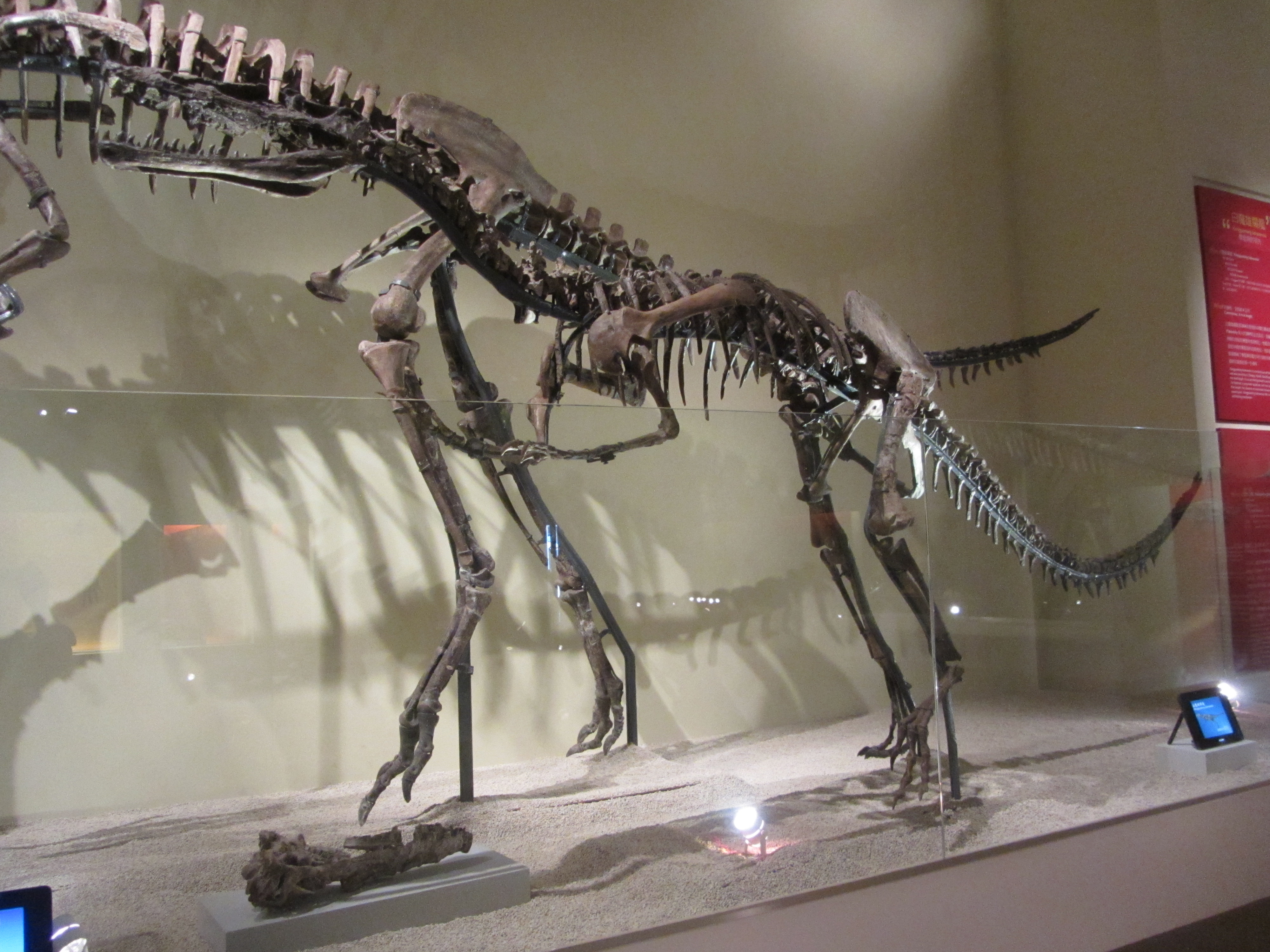
白魔雄關龍骨架

雄關龍屬（屬名：Xiongguanlong）是獸腳亞目暴龍超科恐龍的一屬，生存於白堊紀早期的中國。如同其他獸腳類恐龍，雄關龍是種二足恐龍，具有長尾巴，以平衡頭部與身體重量。

## 敘述

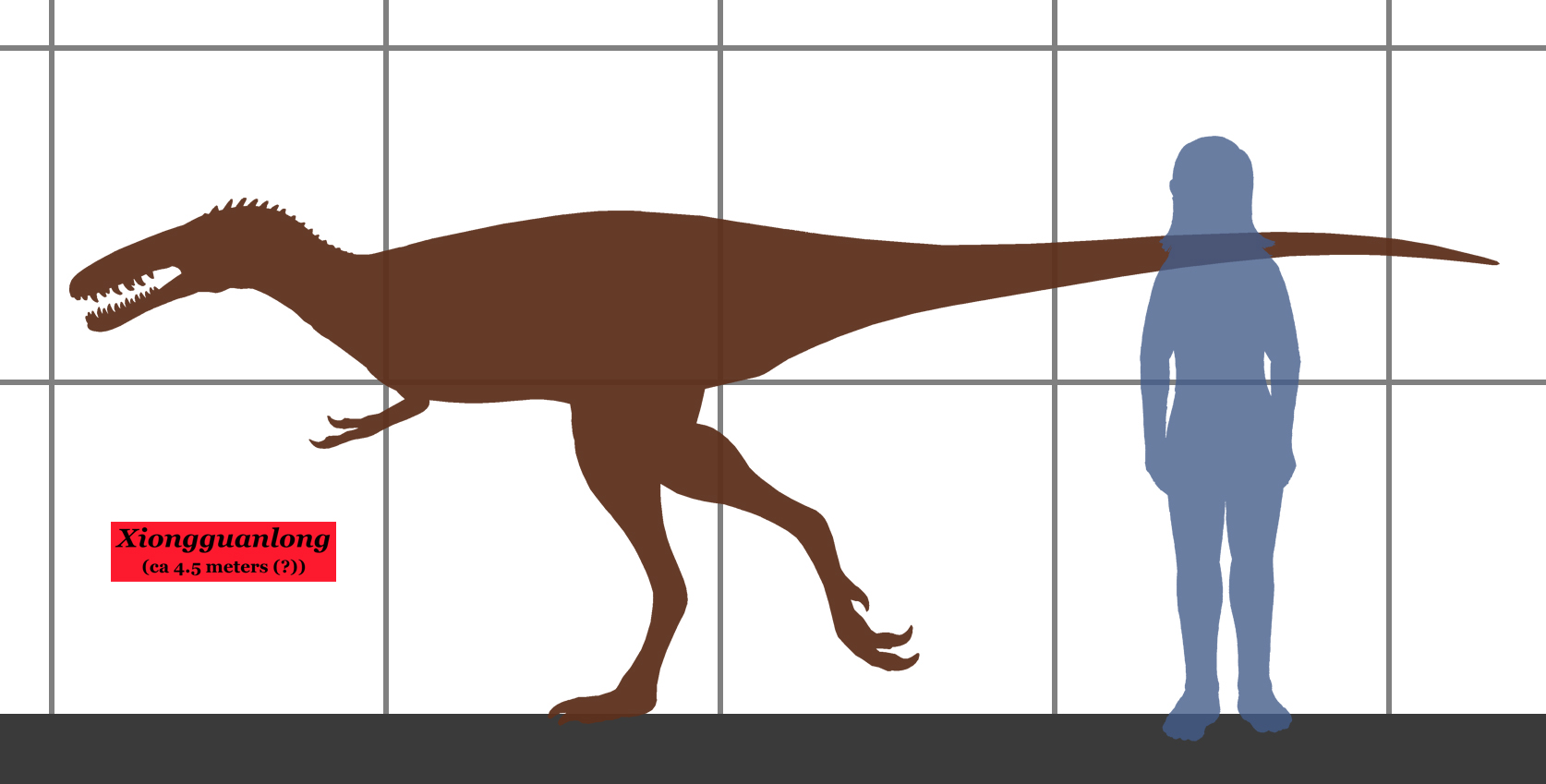
雄關龍與人類的體型比較圖

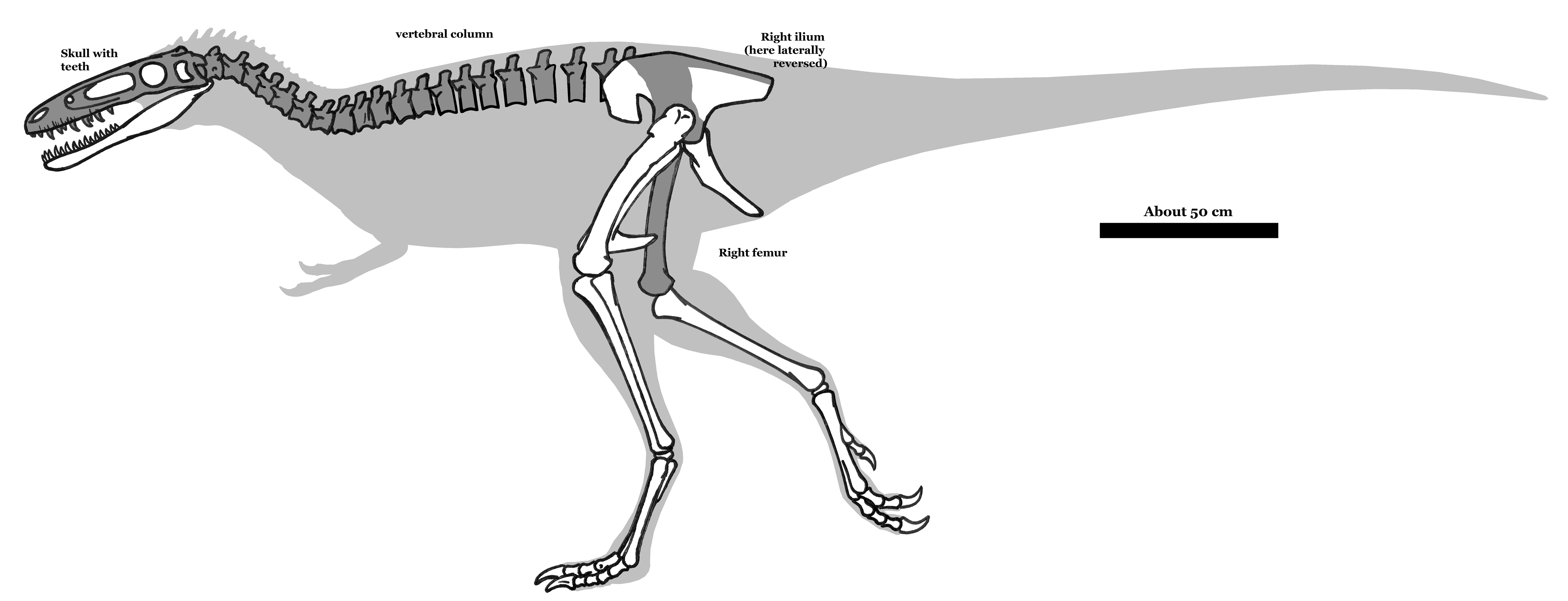
已發現化石的部位

根據研究人員的估計，雄關龍的身長約4公尺，臀部高約1.5公尺，體重約280公斤。與巴列姆階的早期小型暴龍類、馬斯垂克階的晚期大型暴龍科相比，雄關龍的體型居中，是種中型暴龍類恐龍。具有約70顆左右的銳利牙齒。與其他原始暴龍類（例如五彩冠龍）相比，雄關龍的頭部缺乏頭冠。雄關龍的口鼻部長而狹窄，比較適合撕咬獵物；而後期大型暴龍科的口鼻部大而厚重、結構堅實，適合直接咬碎，例如暴龍。與其他原始暴龍超科相比，雄關龍的脊椎比較粗壯，可能為了支撐較大的頭顱骨。

## 研究歷史
雄關龍的化石是一個頭顱骨、脊椎、右腸骨、右股骨。化石發現於中國甘肅省嘉峪關市的新民堡群。在2010年，由美國芝加哥菲爾德博物館的彼得·馬克維奇（Peter Makovicky）與甘肅省地堪局的李大慶共同研究、命名。模式種是白魔雄關龍（X. baimoensis），屬名在漢語拼音意指「雄關的龍」，雄關是嘉峪關的別名，此處是化石的發現地；種名意指白魔城，一處當地的奇特沙漠地貌。
根據過去的化石紀錄，暴龍超科的生存年代，分別集中於白堊紀早期的巴列姆階、以及後期的坎潘階與馬斯垂克階，中間有個長達4000萬年的化石紀錄斷層。雄關龍生存於阿普第階到阿爾比階，約1億2500萬到1億年前。雄關龍的發現，填補了暴龍超科的化石紀錄斷層，並有助於理解早期的小型原始暴龍類，如何演化成後期的大型暴龍科恐龍。

## 分類
彼得·馬克維奇等人在命名雄關龍時，也提出暴龍超科的新系統發生學分析。在暴龍超科的演化系統中，雄關龍是個原始物種，較阿巴拉契亞龍原始，與阿巴拉契亞龍、暴龍科共組的演化支是姐妹分類單元。
雄關龍有數個原始暴龍類的特徵，例如：鋒利的頂骨矢狀脊、方形的顱基、方顴骨有明顯的背突與彎曲的後緣、前上頜骨牙齒具有中舌嵴、發展良好的神經棘。雄關龍的口鼻部狹長，類似分支龍。鼻骨薄、缺乏冠飾，不同於普遍有頭冠的原始暴龍類，也不同於鼻骨癒合、結構堅固的後期暴龍科恐龍，使研究人員建構暴龍類的獵食適應演化時，情況更加複雜。

## 外部連結
- （中文）甘肃发现新的暴龙类——白魔雄关龙 化石網
- （中文）酒泉发现5个恐龙新属种，雄关龙竟是霸王龙“远亲” （页面存档备份，存于）